# سانتیاگو کانیایزارس
سانتیاگو کانیایزارس  (به اسپانیایی: Santiago Cañizares) بازیکن فوتبال اهل اسپانیا است که از سال ۱۹۹۳ تا ۲۰۰۶ میلادی عضو تیم ملی فوتبال اسپانیا بوده و در ۴۶ بازی ملی حضور داشته‌است.